# Debbie Does Dallas
Debbie Does Dallas és una pel·lícula pornogràfica de 1978 protagonitzada per Bambi Woods. La trama de la pel·lícula se centra en un equip d'animadores que intenten guanyar prou diners per enviar el personatge del títol a Dallas per provar el famós equip d'animadores "Texas Cowgirls". El nom fictici "Texas Cowgirls" es va veure com una al·lusió a les Dallas Cowboys Cheerleaders de la vida real. Woods havia provat anteriorment amb els Dallas Cowboys Cheerleaders a la vida real, però va ser rebutjada durant les audicions.
La pel·lícula va tenir un gran èxit, va vendre 50.000 còpies quan va arribar a la cinta de vídeo, la qual cosa la va convertir en l'estrena de vídeo més exitosa d'una pel·lícula porno en el seu temps. Es considera un dels llançaments més importants durant l'anomenada "Edat d'Or del Porno"(1969–1984), i segueix sent un de les pel·lícules pornogràfiques més conegudes. La pel·lícula és de domini públic després d'una sentència judicial nord-americana l'any 1987 que va declarar la pèrdua dels seus drets d'autor.

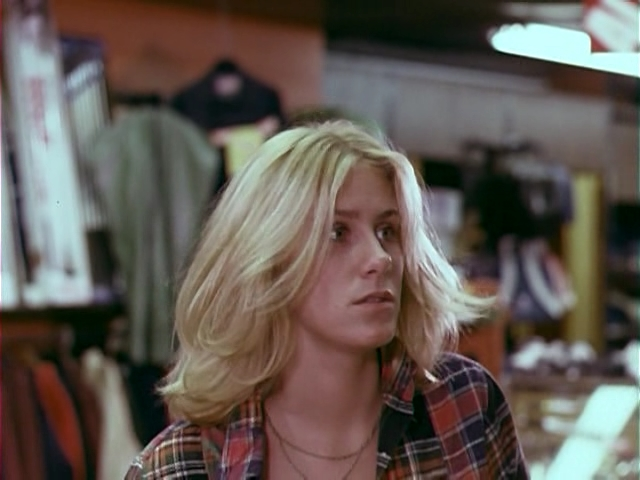
Bambi Woods

La pel·lícula va generar una sèrie de seqüeles i derivacions, com ara Debbie Does New Orleans, Debbie Does Wall Street, Debbie Does Dallas Again i la franquícia no relacionada Debbie Duz Dishes. També va generar un musical Off Broadway del 2002 Debbie Does Dallas: The Musical.

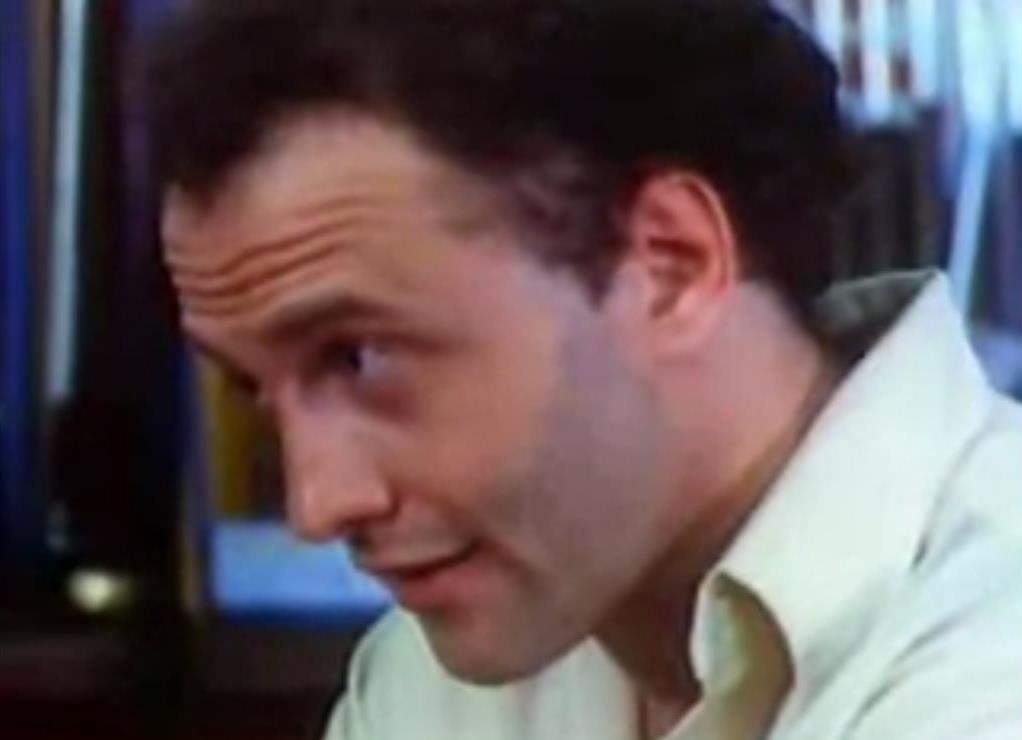
Robert Kerman

## Argument
Debbie Benton (Bambi Woods), la capitana del seu equip de cheerleaders de secundària, ha estat acceptada per provar les Texas Cowgirls. Els seus pares ho desaproven i es neguen a pagar-li la tarifa a Texas. En un intent per ajudar a Debbie, les seves companyes d'esquadra Lisa (Georgette Sanders), Roberta (Misty Winter), Tammy (Arcadia Lake), Lynne (Kasey Rodgers) i Annie (Jenny Cole) decideixen acompanyar-la a Texas. Amb dues setmanes per recaptar els diners, juren no tenir activitat sexual amb els seus xicots i formen una empresa, anomenada Teen Services.
La Tammy agafa feina a la botiga de discos local dirigida per Nick (Tony Mansfield). La Debbie aconsegueix feina a una botiga d'esports dirigida pel Sr. Greenfeld (Richard Bolla). La Roberta convenç el senyor Hardwick (Eric Edwards) perquè li doni feina a la botiga d'espelmes amb la senyora Hardwick (Robin Byrd). Cindy (Sherri Tart) i Annie accepten rentar el cotxe del senyor Bradly.
L'equip de futbol està molest per la manca de sexe. El xicot de la Roberta, Rick (David Morris) i els seus companys d'equip, s'uneixen a Roberta i Pat a les dutxes, on fan sexe en grup. Mentre treballava per al Sr. Greenfeld a la botiga d'esports, la Debbie es veu obligada a permetre al Sr. Greenfeld veure els seus pits per 10 dòlars i acariciar-li els pits per 10 dòlars més. Aleshores, els xucla per 20 dòlars addicionals.
En adonar-se que no seran capaços de recaptar prou diners per mitjans legítims, Debbie convenç a les altres noies de participar en activitats sexuals per més diners. Estan d'acord, però només si és en els seus termes.
Després que Roberta sigui atrapada masturbant-se al voltant de la senyora Hardwick, es dedica a una activitat sexual amb el senyor i la senyora Hardwick, guanyant diners addicionals. La Cindy i l'Annie van a veure el Sr. Bradly (David Suton), per rentar el seu cotxe. El senyor Bradly no és a casa, però igualment li renten el cotxe. Quan el senyor Bradly torna a casa, els demana que s'assequin la roba mullada. Es despullen per a ell per 10 dòlars cadascun. Ell els fa cunnilingus, cadascuna li fa una fel·lació i després fa sexe anal amb l'Annie.
A la biblioteca, Donna (Merril Townsend) coqueteja amb el senyor Biddle, el bibliotecari. Visitant-la a la feina, el seu xicot Tim (Bill Barry) intenta mantenir relacions sexuals amb ella. Ella li fa una felació però és atrapada pel Sr. Biddle (Jack Teague). Donna li permet donar-li una nalgada per evitar que ho digui als seus pares. Hamilton (Peter Lerman) i el seu amic Ashly (Ben Pierce) es troben a la sauna del club de tennis després d'un partit de tennis, i Hamilton convenç a la Lisa de fer-li una fel·lació mentre Ashly la penetra.
A la botiga de discos, la Tammy ha estat evitant els avenços de Tony; truca a la Lisa, que s'uneix a ells a la botiga de discos. La Lisa li ofereix a Tony "qualsevol cosa" i ella comença a fer-ho, i llavors la Tammy s'uneix, i ell ejacula als pits de la Tammy.
A l'escena final, la Debbie arriba a la botiga del Sr. Greenfeld després d'hores hores, amb un uniforme de Texas Cowgirls tal com va demanar. Greenfeld, vestit de Joe Namath, revela el seu somni de ser el mariscal de camp que va fer l'amor amb l'animadora principal, i l'obliga. Ella li fa una fel·lació, i ell penetra la seva vagina amb el dit i li fa cunnilingus. Després fan sexe vaginal, primer en la posició de missioner, després en la postura del gosset, i després amb Debbie a dalt. Acaben en la posició de missioner amb el Sr. Greenfeld retirant-se just abans d'ejacular.

## Repartiment
- Bambi Woods - Debbie Benton
- Richard Balla - Mr. Greenfeld
- Christie Ford (com Misty Winter) - Roberta
- Robin Byrd - Mrs. Hardwick
- Eric Edwards - Mr. Hardwick
- Rikki O'Neal (com Sherri Tart) - Cindy
- Jenny Cole - Annie
- David Pierce (com David Suton) - Mr. Bradly
- Merle Michaels (com Merril Townsend) - Donna
- Jack Teague (com Jake Teague) - Mr. Biddle
- Bill Barry - Tim
- Georgette Sanders - Lisa
- Peter Lerman - Hamilton
- Ben Pierce - Ashly
- Arcadia Lake - Tammy
- Tony Mansfield - Nick
- David Morris - Tim
- Kasey Rodgers - Lynne
- Debbie Lewis - Noia a la dutxa
- Steve Marshall - Noi a la dutxa
- Graham Silcock - “L'altre noi a la dutxa”

## Producció
La pel·lícula va ser produïda i dirigida per Jim Clark. Algunes escenes es van rodar al camp d'atletisme del Brooklyn College i a la biblioteca del Pratt Institute a Brooklyn, Nova York, sense el coneixement ni l'aprovació de l'administració. Hi ha un rumor infundat a Internet que certes escenes es van rodar al  State University of New York, Stony Brook, inclosa l'escena de la biblioteca. No obstant això, es va trobar que això era poc probable després d'una investigació amb antics alumnes, i la presidenta de la productora de Debbie Does Dallas va dir que aquesta afirmació "era purament inconcloent".

## Problemes legals

### Marca comercial
El Pussycat Theatre de Nova York se li va ordenar l'any 1979 que projectés la pel·lícula pels Dallas Cowboy Cheerleaders en virtut de la Lanham Act, argumentant que els productors de la pel·lícula van imitar i utilitzar els seus uniformes. en publicitat, infringint la seva marques comercials. El teatre va argumentar que els uniformes són articles estrictament funcionals, però en afirmar la decisió del tribunal inferior, el Tribunal d'Apel·lacions dels Estats Units per al Segon Circuit va trobar que "està ben establert que, si el disseny d'un article no és funcional i té adquirit un significat secundari, el disseny pot convertir-se en una marca comercial fins i tot si l'element en si és funcional." La decisió ha estat criticada per motius de llibertat d'expressió, però el Setè Circuit ho ha citat per la proposta que "la confusió sobre el patrocini o l'aprovació, fins i tot quan la marca no indueix a error als consumidors sobre l'origen dels productes", pot ser suficient per declarar una reclamació en virtut de la Llei Lanham 43 (a).

### Copyright
Quan la pel·lícula es va estrenar l'octubre de 1978, es va exhibir sense un avís de copyright. El 1979, el titular dels drets M & A Associates va signar un acord exclusiu de distribució de vídeo a tot el món amb VCX, pel qual VCX va acceptar pagar un avançament a M & A i fer pagaments de drets d'autor per cada venda. En rebre una impressió de la pel·lícula, el president de VCX, Norman Arno, es va posar en contacte amb el president de M&A, Arthur Weisberg, per sol·licitar protecció dels drets d'autor. Arno també va contractar els serveis dels advocats John Lappen i Peter Berger per combatre la còpia no autoritzada de la pel·lícula. Abans de començar el litigi, VCX havia d'afegir avisos de drets d'autor a totes les còpies de la pel·lícula i el registre de fitxers amb l'Oficina de drets d'autor dels Estats Units; tanmateix, VCX no podia protegir els drets només afegint un avís al casset de vídeo, ja que també calia afegir-ne un a les impressions cinematogràfiques. El 1981, Berger va informar a Weisberg de la necessitat d'afegir un avís de drets d'autor a les impressions que s'havien enviat a diversos cinemes, però Weisberg es va negar. Tant Lappen com Berger van concloure que els drets d'autor s'havien perdut, i el 1982, VCX va rescindir el seu contracte amb M&A i va deixar de pagar els drets d'autor, però va continuar distribuint la pel·lícula. El 1987, M & A va presentar un cas contra VCX al Tribunal de Districte dels Estats Units per al Districte Est de Michigan per incompliment de contracte. VCX va argumentar que el contracte era nul a causa de l'incompliment de M&A de la Llei de drets d'autor de 1976. El tribunal es va pronunciar a favor de VCX, i el jutge va dictaminar que "les accions de Weisberg havien llançat la pel·lícula irremeiablement al domini públic".

### Obscenitat
El 1983, un cas judicial a Nova York - United States v. Various Articles of Obscene Merchandise: va considerar que la pel·lícula no era obscena.
La publicació de 1986 de l'Informe Meese contenia descripcions gràfiques de les escenes de sexe de la pel·lícula i fragments de diàleg sense censura, que poden haver contribuït a que l'informe es convertís en un èxit de vendes.

## Seqüeles, paròdies i remakes
La pel·lícula ha tingut nombroses seqüeles i remakes al llarg de diverses dècades. La Internet Adult Film Database enumera dotze pel·lícules separades com a part de la franquícia cinematogràfica que abasta des del 1978 fins al 2007. In the 2013 book Pornography and Seriality: The Culture of Producing Pleasure, journalist David Slayden was quoted as saying, "No other pornographic film has been remade more often than Debbie Does Dallas." La llista de pel·lícules són:
- Debbie Does Dallas (1978)
- Debbie Does Dallas 2 (1981)
- Debbie Does Dallas III: The Final Chapter (1985)
- Debbie Does Dallas 4 (1988)
- Debbie Does Dallas 5 (1988)
- Debbie Does Dallas Again (1993)
- Debbie Does Dallas 20th Anniversary Edition (1994)
- Debbie Does Dallas: The Next Generation (1998)
- Debbie Does Dallas '99 (1998)
- Debbie Does Dallas: The Revenge (2003)
- Debbie Does Dallas: East Vs West (2004)
- Debbie Does Dallas ... Again (2007)

Entre els spin-offs hi ha:
- Debbie Duz Dishes (1986)
- Debbie Does 'Em All (1986)
- Debbie Does Wall Street (1991)
- Debbie Loves Dallas (2007)

El 2001 Debbie Does Dallas: The Musical va ser creada per Susan L. Schwartz per al New York International Fringe Festival. El 2002 es va convertir en la comèdia musical Off-Broadway del mateix nom. A diferència de la pel·lícula original, el musical no contenia cap coit o nuesa, que va causar certa decepció entre els espectadors, ja que s'havia fet una falsa publicitat i el productor del musical no va fer res per descartar-ho. Des d'aleshores, l'espectacle s'ha representat arreu del món, sovint amb una direcció més exigent i una coreografia més explícita. La història, els diàlegs i els personatges són bastant fidels a la pel·lícula original, amb números musicals que substitueixen les escenes de sexe o s'afegeixen per obtenir un efecte còmic. El 2015 la versió musical es continuava interpretant.
El 2005 es va produir un documental anomenat Debbie Does Dallas Uncovered i es va mostrar a la televisió britànica.
El 2006 VCX va emprar Media Blasters per remasteritzar digitalment la pel·lícula de la pel·lícula original de 35 mm en un conjunt de 2 discs "Definitive Collectors Edition" en DVD.
L'11 d'abril de 2007 Vivid Entertainment Group va començar a incloure l'original Debbie Does Dallas amb un nou llançament titulat Debbie Does Dallas ... Again en formats DVD, Blu-ray i HD DVD. També s'ha refet amb estrelles del porno contemporànies.